# Cal Tom Badia
Cal Tom Badia és una obra de Juneda (Garrigues) inclosa a l'Inventari del Patrimoni Arquitectònic de Catalunya.

## Descripció
La façana és l'única part conservada amb elements ornamentals de tipus floral a la llinda de les finestres. Façana de gran harmonia, dues portes, avui una d'elles tapiada. Actualment es troba en procés de reforma. Sembla que només es conservarà part de la façanai la resta es farà nou. Ara però ja ha perdut la cornisa que el coronava i han estat arrencats els motius decoratius florals, que ornamentaven les finestres i balconades. Alhora també manca un balcó.

## Història
Construïda l'any 1910. Va servir de granja de gallines.